# Tevin Campbell
Tevin Jermod Campbell (Waxahachie, 12 november 1976) is een Amerikaanse soul-, pop-, r&b- en newjackswing-singer-songwriter, producent en acteur.

## Biografie
Tevin Campbell begon op jonge leeftijd met het zingen van gospel, eerst als koorlid en daarna als solist in Joshua Chapel in zijn geboorteplaats Waxahachie, een klein stadje ten zuiden van Dallas.

### 1988-1990: vroege carrière
In 1988 regelde een vriend van Campbells moeder een auditie voor Tevin bij jazzfluitiste Bobbi Humphrey, door telefonisch te zingen in New York. Humphrey had interesse in Campbell en stuurde een audio- en videoband naar Warner Bros. Records Dit leidde tot een ontmoeting met Benny Medina, de senior vicepresident van Warner en algemeen verkoopmanager van zwarte muziek. Campbell werd in augustus 1989 door Quincy Jones geïntroduceerd in de r&b-wereld. Campbells debuutsingle was Tomorrow (A Better You, Better Me), die zich plaatste op nummer 1 in de Billboard Hot r&b/hiphop singles-hitlijst in juni 1990. Dit was een vocale versie van een instrumentaal nummer uit 1976 van The Brothers Johnson. Het was de eerste single van de veelgeprezen ensemble-lp Back on the Block van Jones, dat in 1991 de Grammy Award voor «Album of the Year» won. Na te hebben gewerkt met Jones, schrijvers en producenten, waaronder Siedah Garrett, werkte Campbell samen met de producenten Narada Michael Walden, Al B. Sure, Babyface en anderen om extra muziek op te nemen.
Campbells eerste solo-hit was Round and Round, die zich in november 1990 plaatste op de derde plaats in de r&b-hitlijst en op nummer 12 in de Billboard Hot 100 in april 1991. Deze werd geproduceerd door Prince en was te horen in de film Graffiti Bridge van Prince. Na zijn verschijning in de film Graffiti Bridge uit 1990, maakte Campbell het opvolgende jaar een gastoptreden in The Fresh Prince of Bel-Air, waarin hij het fictieve tieneridool "Little T" speelde, een verliefde beroemdheid en date van Ashley in de aflevering Just Infatuation van het eerste seizoen. In een latere aflevering werd er naar hem verwezen, toen Will dreigde Ashley's Tevin Campbell-posters te verscheuren, nadat ze speelde met Wills gesigneerde Willie Mays-honkbal. Met het nummer Round and Round verdiende Campbell een Grammy Award-nominatie bij de 33e Grammy Awards voor beste mannelijke r&b-vocale uitvoering, maar verloor van Luther Vandross voor Here and Now.

### 1991-1992: T.E.V.I.N. en vroeg succes
Campbell volgde het succes van zijn eerste twee singles door in november 1991 zijn debuutalbum T.E.V.I.N. uit te brengen met daarop de r&b-hitsingles en Campbells nummer 1 r&b-hit Tell Me What You Want Me to Do, gevolgd door Alone with You en Goodbye. T.E.V.I.N. bereikte de 38e plaats in de Billboard 200 en de 5e plaats in de r&b/hiphop albums hitlijst. Het album werd uiteindelijk met platina gecertificeerd door de RIAA voor de verkoop van 1 miljoen exemplaren in de Verenigde Staten. T.E.V.I.N. verdiende voor Campbell een Grammy Award-nominatie voor «Best Male R&B Vocal Performance» bij de 35e Grammy Awards, maar verloor van Al Jarreau voor diens album Heaven and Earth. Het album is geproduceerd door o.a. Jones, Al B. Sure! en Narada Michael Walden. Tussen interviews en televisieoptredens na de publicatie van T.E.V.I.N. heeft hij bijgedragen aan de drie speciale projecten Handel's Messiah: A Soulful Celebration, een met een Grammy Award bekroond album geproduceerd door Mervyn Warren van Take 6, A Very Special Christmas 2-album, met Campbells vertolking van Oh Holy Night en Barcelona Gold, het olympische album van 1992, waarop zijn hit One Song staat.

### 1993-1995:I'm Readyen prominent succes
Het tweede album van de zanger, de publicatie van het album I'm Ready uit 1993, werd ook geproduceerd door Jones en Medina. 'Ik wilde een meer volwassen klinkend album maken om mijn huidige gemoedstoestand weer te geven', legde Campbell uit aan J.R. Reynolds in het Billboard-magazine. 'I'm Ready zegt veel over wie ik ben als persoon vanwege de dingen die ik de afgelopen vier jaar of zo heb meegemaakt. Ik hoop dat mensen zullen zien dat ik niet hetzelfde jonge kind ben als ik mijn eerste album'. Het album is onder andere geproduceerd door Babyface.
Het album I'm Ready, uitgebracht in oktober 1993, leverde in december 1993 de Amerikaanse top 10 pop- en nummer 1 r&b-hit Can We Talk op, de Amerikaanse top 10 en top 5 r&b-hit I'm Ready en Always in My Heart, die in de Amerikaanse Hot 100 top 20 en nummer 3 in de r&b-hitlijst stonden. Hij had ook een Top 30 r&b-hit met de vierde single Don't Say Goodbye Girl. Het album werd uitgebracht op 26 oktober 1993 en bereikte de nummer 18 in de Billboard 200 en nummer 3 in de r&b/hiphopalbumparade. Het album werd met dubbel platina gecertificeerd door de Recording Industry Association of America voor de verkoop van 2 miljoen exemplaren in de Verenigde Staten. Tot op heden is I'm Ready het meest verkochte album van Campbell en velen beschouwden dit album als het hoogtepunt van zijn carrière, ondanks het feit dat hij pas 16 was toen hij het album opnam. Het album werd genomineerd voor drie Grammy Awards: «Best Male R&B Vocal Performance» voor Can We Talk bij de 36th Grammy Awards (die hij verloor van Ray Charles voor A Song for You) en «Best Male R&B Vocal Performance» voor I'm Ready (die hij verloor van Babyface voor When Can I See You) samen met «Best R&B Album» van I'm Ready (dat hij verloor van Boyz II Men voor hun album II), beide bij de 37e Grammy Awards.
In november 1994 was Campbell te horen op de soundtrack van de film A Low Down Dirty Shame met Gotta Get Yo' Groove On, geproduceerd door Jimmy Jam & Terry Lewis. In september 1994 scoorde Campbell ook een r&b-hit met de single U Will Know als onderdeel van de r&b-superband Black Men United, een band met zanger Usher. In de periode van 1993 tot 1995 trad Campbell op als openingsact op geselecteerde data tijdens de zomer van Janet Jacksons Janet World Tour. In 1995 vertolkte Campbell het karakter Powerline in Disney's geanimeerde A Goofy Movie, het uitvoeren van de song I 2 I (ook vormgegeven als Eye to Eye) en Stand Out voor de soundtrack van de film. Campbell verscheen samen met de vrouwelijke artieste Brandy op 28 september 1995 in de aflevering Digital Underground.Com van NY Undercover en zong The Closer I Get to You.

### 1996-1998:Back to the Worlden daarna
In 1996 verscheen zijn derde album Back to the World, dat werd geproduceerd door Sean Combs. Het bereikte de nummer 46 in de Billboard 200 en de elfde plaats in de r&b/hiphopalbumparade. Back to the World was qua verkoop een teleurstelling, vergeleken met zijn eerste twee albums T.E.V.I.N. en I'm Ready, omdat het alleen de goudstatus heeft bereikt. De eerste single Back To The World bereikte de nummer 47 in de Billboard 200 en de nummer 14 in de r&b-hitlijsten en werd een gematigde hit. De andere twee singles I Got It Bad en Could You Learn to Love bereikten echter niet eens de Hot 100 en wisten alleen de r&b-hitlijsten te bereiken op zeer lage posities. Ook in 1996 zong Campbell een cover van het nummer The Impossible Dream op het verzamelalbum Rhythm of the Games: 1996 Olympic Games Album. Campbell heeft ook bijgedragen aan het RCA Victor Records tribute-album The Songs of West Side Story in toewijding aan de originele West Side Story-musical en de filmaanpassing uit 1961. Campbell zong het nummer One Hand, One Heart op het album, waarop ook bijdragen van Selena, Aretha Franklin, Phil Collins, Patti LaBelle, Natalie Cole, Sheila E. en All-4-One stonden.

### 1999-2002: titelloos vierde album, arrestatie en onderbreking
Op 23 februari 1999 bracht Campbell zijn titelloze vierde album uit, waarmee Campbell de neo-soul-locatie betrad. Het project werd versneld en als gevolg daarvan kwam het in de hitlijsten onder de r&b-top 30 met slechts één singlehit, een Top 30-nummer genaamd Another Way. Het album bevat samenwerkingen met Wyclef Jean, Faith Evans, David Foster en SWV-zanger Coko. In 1999 maakte Campbell nog een gastoptreden in de hitshow Moesha met Brandy in de aflevering The Rite Stuff. In juli 1999 werd Campbell gearresteerd, nadat hij tijdens een geheime operatie in Van Nuys, Californië, een onzedelijke daad had gevraagd van een undercoveragent. De prikactie werd naar verluidt uitgevoerd in een basisschoolgebied, waar veel klachten van het publiek waren geweest over cruisen en werving. Volgens politierapporten was Campbell op het moment van zijn arrestatie ook in het bezit van een kleine hoeveelheid marihuana.
In 2000 bleef Campbell buiten de openbaarheid. In 2001 bracht Campbell het verzamelalbum The Best of Tevin Campbell uit. In 2002 werd gemeld dat hij gestopt was met muziek maken. Dit hield zijn internationale (wereld)reizen echter niet tegen. Op 31 december 2002 trad hij op in Oeganda in het Nile Hotel and International Conference Center (tegenwoordig bekend als Serena Kampala Hotel) Gardens voor een juichende menigte jongeren en ouderen. Hij speelde populaire liedjes als I'm Ready, Tell Me What You Want Me to Do, Round and Round en vele anderen, die de show stalen tot 2 uur 's nachts op 1 januari 2003. Hij werd vergezeld door zijn team, zijn moeder en DJ Dennis "The Menace".

### 2003-2008: Broadway en opgeschort album
Van 2003 tot 2004 was Campbell nog steeds niet in het openbaar verschenen en bleef hij terughoudend. In 2005 verscheen hij echter op Broadway voor de musical Hairspray als het personage Seaweed J. Stubbs. Campbell hernam later zijn rol van Seaweed in het Broadway-toneelstuk in de producties van Melbourne en Sydney in Australië. Hij werkte tot 2011 met de productie. In de periode 2006-2007 maakte Campbell weinig openbare optredens vanwege zijn inzet voor Broadway. In mei 2008 bracht Campbell het internetalbum Never Before Heard uit via Rambo House Media en het album werd vrijgegeven aan iTunes en Amazon.com als middel voor het op de markt brengen van materiaal, dat oorspronkelijk in 2002 was opgenomen. Na zes maanden beschikbaarheid besloot Campbell om het niet-gepubliceerde materiaal niet langer online te laten downloaden, zodat de muziek niet langer is te horen of te kopen op deze sites. Vanaf 2019 is het onbekend of Campbell dit ongepubliceerde materiaal ooit opnieuw zal uitbrengen.

### 2009-2013: zangcarrière
Begin 2009 verklaarde platenproducent Narada Michael Walden dat Campbell bezig was met nieuw materiaal dat begin 2009 zou verschijnen. Er werd echter nooit iets uitgebracht. Ook in 2009 verscheen Campbell tijdens de BET Awards 2009, terwijl hij hulde bracht aan The O'Jays met Trey Songz, Tyrese Gibson en Johnny Gill. In mei 2010 trad Campbell op in The Mo'Nique Show. Hij zei dat veel mensen wilden dat hij weer aan muziek zou werken en dat hij dacht aan een comeback. In november 2010 was hij te zien op de remake van het nummer Secret Garden van Quincy Jones, die bestond uit Usher, Robin Thicke, Tyrese Gibson, LL Cool J en Barry White. TV One's show Life After bevatte het leven en de carrière van Campbell, evenals updates over zijn comeback. Van 2011 tot 2012 maakte Campbell hier en daar kleine optredens. In 2013 voerde Campbell het concert Tevin Campbell in Cape Town uit en maakte deel uit van Divos Tour 2013 zowel in Zuid-Afrika als in Londen om op te treden in de O2 Arena. Hij trad ook op in de One Man, One Nation, One Celebration herdenkingsdienst in het FNB Stadium, gehouden als eerbetoon aan Nelson Mandela.

### 2014-heden: comeback van muziek en vijfde album
Op 14 juni 2014 gaf Campbell een concert in B.B. King's Blues Club & Grill in New York onder de noemer An Evening with Tevin Campbell met positieve recensies. Het werd officieel aangekondigd dat hij aan een nieuw album werkte in samenwerking met producent Teddy Riley, zangeres Faith Evans en rapper T-Pain. Op 5 juli trad Campbell op tijdens het Essence Music Festival 2014 in New Orleans. De voorstelling kreeg lovende kritieken. Campbell verscheen op het nummer Let it Flow met Naturi Naughton van het Full Force-album With Love from Our Friends, dat op 26 augustus 2014 werd uitgebracht. In november werd aangekondigd dat Campbell had getekend bij Spectra Music Group. Op 14 augustus 2015 verscheen Campbell in het Anaheim Convention Center in Anaheim, Californië voor een bijzondere uitvoering van zijn lied I 2 I van de soundtrack van A Goofy Movie aan het einde van de castreünie van A Goofy Movie, gehouden tijdens de vierde jaarlijkse D23 Expo.
Op 29 september was Campbell te horen op een nieuwe versie van het nummer Maybe Tomorrow, oorspronkelijk opgenomen door The Jackson 5. Het nummer stond op het negende studioalbum Awakening van jazzmuzikant Aaron Bing. Op 29 november 2015 voerde Campbell zijn nummer Can We Talk uit, terwijl Kenneth "Babyface" Edmonds piano speelde als onderdeel van een eerbetoon aan Edmonds, die werd geëerd met de Legend Award tijdens de Soul Train Music Awards 2015. Het eerbetoon omvatte Brandy, Fantasia Barrino, Boyz II Men, Bobby Brown en Babyface zelf, waaronder enkele van de hits die hij schreef.
Campbell bracht via iTunes en Google Play van zijn vijfde album de nieuwe single Safer on the Ground uit. Het nummer was een dag eerder gratis te beluisteren op SoundCloud.

## Filmografie
| Jaar | Titel                       | Rol                      | Opmerkingen                                        |
| ---- | --------------------------- | ------------------------ | -------------------------------------------------- |
| 1989 | Wally and the Valentines    | Russell Valentine        | Televisiefilm van NBC                              |
| 1990 | The Fresh Prince of Bel-Air | Little T                 | Sitcom met Will Smith                              |
| 1990 | Graffiti Bridge             | Tevin                    | Film geschreven en geregisseerd door en met Prince |
| 1995 | A Goofy Movie               | Powerline                | Disneyfilm                                         |
| 1995 | New York Undercover         | zichzelf (muzikale gast) | Politieserie van Fox                               |
| 1996 | Moesha                      | Kevin                    | Sitcom met Brandy                                  |
| 1997 | The Parent Hood             | zichzelf                 | Sitcom van The WB                                  |
| 2019 | Queen Sugar                 | TBD                      | Serie van Oprah Winfrey Network (OWN)              |

## Prijzen en nominaties
| Jaar | Resultaat | Prijs                  | Categorie                                                        | Ontvanger                   |
| ---- | --------- | ---------------------- | ---------------------------------------------------------------- | --------------------------- |
| 1990 | Gewonnen  | Young Artist Award     | Favorite New Recording Artist                                    | Round and Round             |
| 1991 | Nominatie | Grammy Award           | Best Rhythm & Blues Vocal Performance – Male                     | Round and Round             |
| 1991 | Nominatie | Young Artist Award     | Best Young Actor Guest-Starring or Recurring Role in a TV Series | The Fresh Prince of Bel-Air |
| 1993 | Nominatie | American Music Award   | Favorite Male Artist – Soul/Rhythm & Blues                       | -                           |
| 1993 | Nominatie | Soul Train Music Award | Best R&B/Soul Album - Male                                       | T.E.V.I.N.                  |
| 1993 | Nominatie | Grammy Award           | Best Rhythm & Blues Vocal Performance – Male                     | T.E.V.I.N.                  |
| 1994 | Gewonnen  | Soul Train Music Award | Best R&B Single, Male                                            | Can We Talk                 |
| 1994 | Nominatie | Soul Train Music Award | R&B Album of the Year - Male                                     | I'm Ready                   |
| 1994 | Nominatie | Grammy Award           | Best Rhythm & Blues Vocal Performance – Male                     | Can We Talk                 |
| 1995 | Nominatie | Grammy Award           | Best Rhythm & Blues Vocal Performance – Male                     | I'm Ready                   |
| 1995 | Nominatie | Grammy Award           | Best Rhythm & Blues Album                                        | I'm Ready                   |
| 1995 | Nominatie | American Music Award   | Favorite Male Artist – Soul/Rhythm & Blues                       | -                           |

- Biblioteca Nacional de España: XX6548548
- Bibliothèque nationale de France: cb139513901 (data)
- Gemeinsame Normdatei: 134752821
- International Standard Name Identifier: 0000 0000 5515 805X
- Library of Congress Control Number: n92016611
- MusicBrainz: f368568b-1f9f-4d29-99e7-89a2125d0cfe
- Nationale Bibliotheek van Israël: 987007413521905171
- Virtual International Authority File: 10039492
- WorldCat: E39PBJj4qMjhjJfkRhRxWJxVYP